# 베르나르 블랑칸

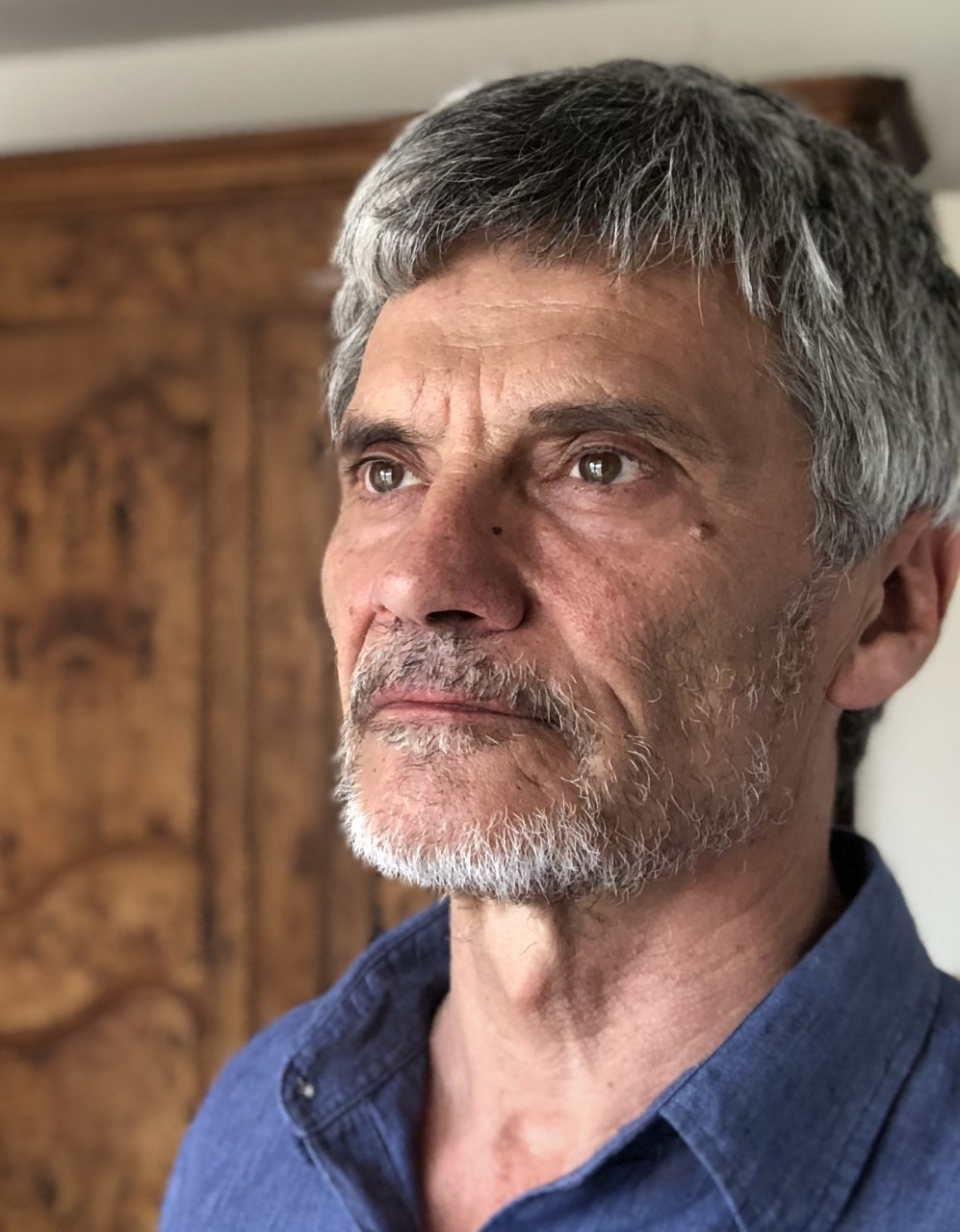

베르나르 블랑칸(Bernard Blancan, 1958년 9월 9일 ~ )은 프랑스의 배우, 텔레비전 배우이다.
바욘에서 태어났다.

## 영화
- 토릴 (2016년)
- 코스모드라마 (2015년)
- 랑드 (2013년)
- 더티 위크엔드 (2012년)
- 더 엔클로저 오브 타임 (2012년)
- 쥬니어 (2011년)
- 무법자 (2010년)
- 더 라인 (2009년)
- 이브닝 드레스 (2009년)
- 런던 리버 (2009년)
- 여자가 사랑할때 (2009년)
- 흔들리는 집 (2007년)
- 캡틴 에이헙 (2007년)
- 영광의 날들 (2006년) - 마르티네즈 역
- 카르티에 V.I.P. (2005, Quartier VIP)
- For Interieur (2004년)
- 룩 앳 미 (2004년)
- 레드 나이트 (2003년)
- 약제사 (2003년)
- 율 겟 오버 잇 (2002년)
- 인간의 피부, 짐승의 심장 (1999년)